# کاربردهای آمار
آمار شاخه‌ای از ریاضیات است که به جمع‌آوری، تحلیل و تفسیر داده می‌پردازد. شاخه‌های تخصصی مختلفی برای استفاده از آمار در حوزه‌های مختلف شکل گرفته‌اند. از سوی دیگر، برخی شاخه‌هایی که واژهٔ «آمار» در نامشان وجود دارد، عملاً به توزیع‌های احتمالات می‌پردازند و نه به تحلیل آماری. این 
- آکچوئری از آمار برای ارزیابی ریسک در حوزه‌های بیمه و دانش مالی استفاده می‌کند
- اخترشناسی آماری آمار را برای داده‌های اخترشناسی به کار می‌گیرد
- آمار زیستی شاخه‌ای از زیست‌شناسی است که پدیده‌های زیستی را با استفاده از آمار بررسی می‌کند، و شامل آمار پزشکی نیز می‌شود
- تحلیل بازرگانی شاخه‌ای در حال رشد است که آمار را برای ارزیابی عملکرد بازرگانی به کار می‌گیرد
- ‌ شیمی آماری شاخه‌ای از علم شیمی است که اندازه‌گیری‌های انجام شده در سامانه‌ها و فرایندهای شیمیایی را با استفاده از روش‌های ریاضی و آماری تحلیل می‌کند
- جمعیت‌شناسی علم تحلیلی آماری جمعیت‌ها است
- اقتصادسنجی با مطالعهٔ نظام‌مند پدیده‌های اقتصادی از طریق تحلیل آماری داده‌های مشاهده‌شده سر و کار دارد
- همه‌گیرشناسی یا اپیدمیولوژی، علمی است که به بررسی عوامل بیماری‌زا در جمعیت‌ها می‌پردازد، و زیربنایی فراهم می‌کند برای مداخله‌هایی که در حوزهٔ سلامت عمومی و پیشگیری پزشکی انجام می‌گیرند
- زمین‌آمار شاخه‌ای از جغرافیا است که روش‌های آماری را در زیرشاخه‌های جغرافیا نظیر هواشناسی، زمین‌شناسی، آب‌شناسی، آب‌زمین‌شناسی و غیره به کار می‌بندد
- یادگیری ماشینی
- تحقیق در عملیات یک حوزهٔ میان‌رشته‌ای است که حاصل تلفیق ریاضیات کاربردی با سایر علوم است و در آن علوم برای مشکلات پیچیده راه حل‌های بهینه پیدا می‌کند
- بوم‌شناسی جمعیتی زیرشاخه‌ای از بوم‌شناسی است که تحولات جمعیت‌ها و نحوهٔ میان‌کنش آنان با محیط را بررسی می‌کند
- روان‌سنجی علمی است که در آن اندازه‌گیری‌های روان‌شناختی از دانش، توانایی، رویکرد و شخصیت افراد صورت می‌گیرد
- کنترل کیفیت از روش‌های نمونه‌گیری آماری برای کمک به تصمیم‌گیری‌های کنترل فرایند استفاده می‌کند
- روانشناسی کمی علمی است که به توضیح آماری رفتارهای افراد می‌پردازد
- مهندسی قابلیت اطمینان به بررسی میزان اطمینان‌پذیری یک سامانه یا فرایند می‌پردازد
- مالی آماری زیرشاخه‌ای از فیزیک اقتصاد است که از روش‌های شهودی استفاده می‌کند تا علوم مالی را از شکل هنجارگرایی به شکل اثبات‌گرا سو بدهد
- مکانیک آماری از نظریه احتمالات و روش‌های ریاضی مرتبط با آن در علم مکانیک استفاده می‌جوید
- فیزیک آماری یکی از نظریات بنیادی فیزیک است که از نظریه احتمالات برای حل مسایل فیزیک استفاده می‌کند
- ترمودینامیک آماری رفتارهای میکروسکوپی سامانه‌های ترمودینامیک را با استفاده از آمار توضیح می‌دهد